# Caribbomerus elongatus
Caribbomerus elongatus là một loài bọ cánh cứng trong họ Cerambycidae.